# The Call of the Wild (film 1908)
The Call of the Wild: Sad Plight of the Civilized Redman è un cortometraggio muto del 1908 diretto da David W. Griffith. Prodotto e distribuito dalla American Mutoscope & Biograph, il film - girato a Coytesville nel New Jersey - uscì nelle sale il 27 ottobre 1908. Nonostante il titolo, la trama non ha niente a che fare, se non metaforicamente, con Il richiamo della foresta, romanzo di Jack London.
Si tratta di uno dei circa 30 cortometraggi diretti da David W. Griffith che hanno per soggetto l'esperienza dei nativi americani degli Stati Uniti d'America. Per Griffith un regime di rigida segregazione, secondo il principio "separati ma uguali", era l'unico su cui si potesse fondare un "armonioso e rispettoso rapporto tra le diverse razze" in America. Qui il tema trattato è appunto quello della impossibile integrazione dei nativi nella società dei bianchi. Nemmeno l'educazione può cancellare del tutto le barriere sociali dal punto di vista dei bianchi, mentre dal punto di vista dei nativi il richiamo della foresta, della natura selvaggia, è destinato sempre e comunque a riemergere.
Secondo le convenzioni dell'epoca e come di regola in tutti i film di Griffith, anche i ruoli protagonisti di nativi americani sono interpretati da attori bianchi in "redface", qui Charles Inslee accanto a Florence Lawrence. Le rigide regole di segregazione condivise da Griffith rendevano particolarmente improponibile che un attore non-bianco fosse mostrato innamorato, sia pure nella finzione scenica, di una donna bianca.

## Trama
George Redfeather è un nativo americano in apparenza perfettamente integrato nella società dei "bianchi": laureato con il massimo dei voti e acclamato campione sportivo, capitano della squadra universitaria di football. Al ricevimento dato in suo onore a casa dell'agente per gli affari indiani, il tenente Penrose, George si innamora di Gladys, la figlia di Penrose. Ma la ragazza lo respinge e il tenente lo caccia di casa per la sua presunzione. Il povero George è confuso: considerato un eroe, non è buono come marito? La natura che lo circonda, sembra chiamarlo a sé. Il giovane si strappa di dosso gli abiti formali e indossa dei vestiti di cuoio e un copricapo di piume, meditando vendetta. Sorpresa Gladys a cavallo, la cattura dopo un inseguimento. Ma un'autorità più alta si fa sentire da George, qualcuno che vede e sa tutto: seguendo quella voce, lascia andare la ragazza, libera di tornare a casa.

## Produzione
Il film fu prodotto dall'American Mutoscope & Biograph e venne girato a Coytesville.

## Distribuzione
Il copyright del film, richiesto dall'American Mutoscope and Biograph Co., fu registrato il 19 ottobre 1908 con il numero H117205. Il film - un cortometraggio in una bobina - uscì nelle sale cinematografiche USA il 27 ottobre.
Copia del film è preservata nella Library of Congress Paper Film Collection.